# 林芳樹
林 芳樹（はやし よしき、1954年4月9日 - ）は、日本の社会学者・教育学者（教育社会学）。学位は、教育学修士（東京大学・1980年）。
椙山女学園大学教授、静岡県立大学国際関係学部教授、静岡県立大学大学院国際関係学研究科研究科長（第8代）などを歴任した。

## 来歴

### 幼少年期
1954年4月に生まれた。東京大学に進学し、教育学部の教育学科にて教育学を学び、1978年に卒業した。その後、東京大学の大学院に進学し、教育学研究科に在籍した。1980年に修士課程を修了し、1985年に博士課程を単位取得満期退学した。なお、修士課程修了に際して、東京大学から教育学修士の学位が贈られた。

### 青壮年期
東京大学の大学院を単位取得満期退学した1985年、椙山女学園大学に採用され、講師に就任した。以来、長年にわたって、椙山女学園大学にて教鞭を執った。1988年には助教授に、1996年には教授に昇任した。また、その間には他の役職も兼任しており、1993年からはフランスの社会科学高等研究院にて客員研究員を務めた。1998年に静岡県立大学に転じ、教授に就任した。現在は、静岡県立大学の国際関係学部にて、国際言語文化学科の教授を務めている。また、兼任する役職として、静岡県立大学の大学院にて、国際関係学研究科の教授を務めている。さらに、国際関係学研究科の研究科長に選任された。2020年3月31日、定年により静岡県立大学の教授を退任した。

## 研究
東京大学教育学部在学時より、教育学と社会学の双方に関連が深い社会教育学を専門としている。具体的な研究の主題としては、比較社会学の見地からさまざまな教育制度を比較、分析している。フランスの社会科学高等研究院で客員研究員を務めるなど、フランス社会に造詣が深い。フランスの高等教育機関であるグランゼコールを取り上げた論考をはじめ、フランスの人材育成についての論考や、フランスの教員人事についての研究など、フランスの教育に焦点をあてた論考を数多く発表している。

## 略歴
- 1954年 - 誕生。
- 1978年 - 東京大学教育学部卒業。
- 1980年 - 東京大学大学院教育学研究科修士課程修了。
- 1985年 - 東京大学大学院教育学研究科博士課程単位取得満期退学。
- 1985年 - 椙山女学園大学講師。
- 1988年 - 椙山女学園大学助教授。
- 1993年 - 社会科学高等研究院客員研究員。
- 1996年 - 椙山女学園大学教授。
- 1998年 - 静岡県立大学教授。
- 2020年 - 静岡県立大学定年退職。

## 著作

### 共著
- 宮島喬・藤田英典編『文化と社会――差異化・構造化・再生産』有信堂高文社、1991年。ISBN 9784842065298
- 石川淳志・佐藤健二・山田一成編『見えないものを見る力――社会調査という認識』八千代出版、1998年。ISBN 9784842910871
- 竹内洋編『大衆教育時代におけるエリート中等学校の学校文化と人間形成に関する比較研究』竹内洋、2002年10月。NCID BA60208058

### 寄稿
- 林芳樹稿「『非行』の社会学的研究――ラベリング論の視点から」『日本教育社会学会大会発表要旨集録』33号、日本教育社会学会、1981年9月12日、76-77頁。
- 林芳樹稿「社会問題としての『非行』――社会的意味の観点から」『日本教育社会学会大会発表要旨集録』34号、日本教育社会学会、1982年10月2日、112-113頁。
- 林芳樹稿「社会問題としての非行――社会的意味の観点から」『東京大学教育学部紀要』22巻、東京大学教育学部、1983年3月15日、183-192頁。ISSN 0495-7849
- 大久保直明ほか稿「中・高一貫教育に関する実証的研究(1)――小学生の親の教育意識を中心に」『日本教育社会学会大会発表要旨集録』35号、日本教育社会学会、1983年10月21日、27-32頁。
- 松本良夫ほか稿「『逸脱と教育』に関する研究の動向」『教育社会学研究』39集、日本教育社会学会、1984年9月30日、92-109頁。ISSN 0387-3145
- 林芳樹稿「教育と文化的再生産――<La Distinction>を読む」『椙山女学園大学研究論集』18巻1号、椙山女学園大学、1987年、159-176頁。
- 林芳樹稿「教育と文化的再生産――<La Distinction>を読む（研究ノート2）」『椙山女学園大学研究論集』19巻1号、椙山女学園大学、1988年、161-175頁。
- 林芳樹稿「高野桂一著『生徒規範の研究――生徒規則の法社会学的見方・考え方』」『教育社会学研究』43集、日本教育社会学会、1988年10月3日、189-192頁。ISSN 0387-3145
- 林芳樹稿「教育と文化的再生産――<La Distinction>を読む3」『椙山女学園大学研究論集』20巻1号、椙山女学園大学、1989年、105-117頁。
- 林芳樹稿「教育と文化的再生産――<La Distinction>を読む4」『椙山女学園大学研究論集』21巻1号、椙山女学園大学、1990年、149-163頁。
- 林芳樹稿「文化のエコノミー1――ピェール・ブルデューの文化の社会理論における『文化なるもの』」『椙山女学園大学研究論集』22巻1号、椙山女学園大学、1991年、175-188頁。
- 林芳樹稿「ピェール・ブルデューと『文体』――境界、あるいは分類の侵犯」『椙山女学園大学研究論集』23巻1号、椙山女学園大学、1992年、163-178頁。
- 林芳樹稿「鮎川潤著『少年非行の社会学』」『教育社会学研究』57集、日本教育社会学会、1995年10月20日、202-204頁。ISSN 0387-3145
- 林芳樹稿「フランス第3共和政におけるエリート養成――政治科学自由学院をめぐって」『椙山女学園大学研究論集社会科学篇』27号、椙山女学園大学、1996年、191-205頁。ISSN 1340-4059
- 林芳樹稿「知の場の生成――フランス第三共和政におけるエリート大学人」『椙山女学園大学研究論集社会科学篇』28号、椙山女学園大学、1997年、323-339頁。ISSN 1340-4059
- 林芳樹稿「矢島正見著『少年非行文化論』」『教育社会学研究』60集、日本教育社会学会、1997年5月15日、159-161頁。ISSN 0387-3145
- 林芳樹稿「フランス教育システムとエリート養成――グランド・ゼコル準備級」『静岡県立大学国際関係学部研究紀要』13号、静岡県立大学国際関係学部、2000年、1-12頁。ISSN 0916-2925
- 林芳樹稿「グランド・ゼコル準備級の階層構造」『静岡県立大学国際関係学部研究紀要』14号、静岡県立大学国際関係学部、2001年、29-42頁。ISSN 0916-2925
- 竹内洋ほか稿「メリット・階級・カリキュラム――エリート中等学校の比較研究」『日本教育社会学会大会発表要旨集録』53号、日本教育社会学会、2001年10月6日、332-337頁。
- 林芳樹稿「柴野昌山著『文化伝達の社会学』」『社会学評論』52巻4号、日本社会学会、2002年3月31日、585-587頁。ISSN 0021-5414
- 林芳樹稿「メリトクラシーと教授団（I）――19世紀末フランス教授団の再生」『国際関係・比較文化研究』2巻2号、静岡県立大学国際関係学部、2004年3月30日、277-298頁。ISSN 1348-1231
- 林芳樹稿「メリトクラシーと教授団（II）――教授経歴の変容」『国際関係・比較文化研究』4巻1号、静岡県立大学国際関係学部、2005年9月16日、129-146頁。ISSN 1348-1231
- 林芳樹稿「『紳士』と『学者』――19世紀末フランス哲学の防衛」『国際関係・比較文化研究』5巻2号、静岡県立大学国際関係学部、2007年3月、329-347頁。ISSN 1348-1231
- 林芳樹稿「自己分析と反省性――ピエール・ブルデューの『回心』をめぐって」『国際関係・比較文化研究』7巻2号、静岡県立大学国際関係学部、2009年3月、219-237頁。ISSN 1348-1231

## 関連人物
- 佐藤健二
- 竹内洋
- 藤田英典
- 宮島喬